# Яша Горенштейн
Я́ша Горенште́йн (англ. Jascha Horenstein; 24 квітня (6 травня за новим стилем) 1898, Київ — 2 квітня 1973, Лондон) — американський диригент.

## Біографія
Яша Горенштейн народився 24 квітня (6 травня за новим стилем) 1898 року в Києві. Його мати була австрійкою. 1911 року, коли Яші було 13 років, переїхав із сім'єю у Відень. Там вивчав музичну теорію в Джозефа Маркса та композицію у Франца Шрекера.
1940 року, рятуючись як єврей від нацистів, переїхав у США. Згодом йому було надано американське громадянство.
Яша Горенштейн помер 2 квітня 1973 року в Лондоні.